# Agrilinellus oaxacaensis
Agrilinellus oaxacaensis är en skalbaggsart som beskrevs av Dellacasa, Dellacasa och Gordon 2008. Agrilinellus oaxacaensis ingår i släktet Agrilinellus och familjen Aphodiidae. Inga underarter finns listade i Catalogue of Life.